# Premi Commemoratiu Carl Sagan
El Premi Commemoratiu Carl Sagan és un premi atorgat conjuntament per l'American Astronautical Society i The Planetary Society a un individu o grup "que hagi demostrat lideratge en recerca o polítiques que promoguin l'exploració del Cosmos". El premi anual, presentat per primera vegada el 1997, va ser creat en honor de l'astrònom, astrobiòleg i divulgador de ciència estatunidenc Carl Sagan (1934–1996).

## Destinataris
- 1997 Bruce Murray
- 1998 Wesley Huntress
- 1999 Ed Stone
- 2000 Arnauld Nicogossian
- 2001 Edward Weiler
- 2002 California and Carnegie Planet Search Team
- 2003 Roald Sagdeev
- 2004 Steve Squyres and the Athena Team
- 2005 Michael Malin
- 2006 Scott Hubbard
- 2007 Maria Zuber
- 2008 Lennard A. Fisk
- 2009 Premi no ofert
- 2010 Premi no ofert
- 2011 Charles Elachi
- 2012 Riccardo Giacconi
- 2013 Eileen K. Stansbery
- 2014 William J. Borucki
- 2015 Frank Cepollina
- 2016 Alan Stern
- 2017 AURA “HST & Beyond” Committee